# Plovdivs flygplats
Plovdiv (bulgariska: Пловдив) är en flygplats i Bulgarien. Den ligger i den centrala delen av landet, 140 km sydost om huvudstaden Sofia. Plovdiv ligger 181 meter över havet.
Terrängen runt Plovdiv är varierad. Runt Plovdiv är det ganska tätbefolkat, med 80 invånare per kvadratkilometer.. Närmaste större samhälle är Plovdiv, 12,3 km nordväst om Plovdiv.
Trakten runt Plovdiv består till största delen av jordbruksmark.